# 阿克頓半島

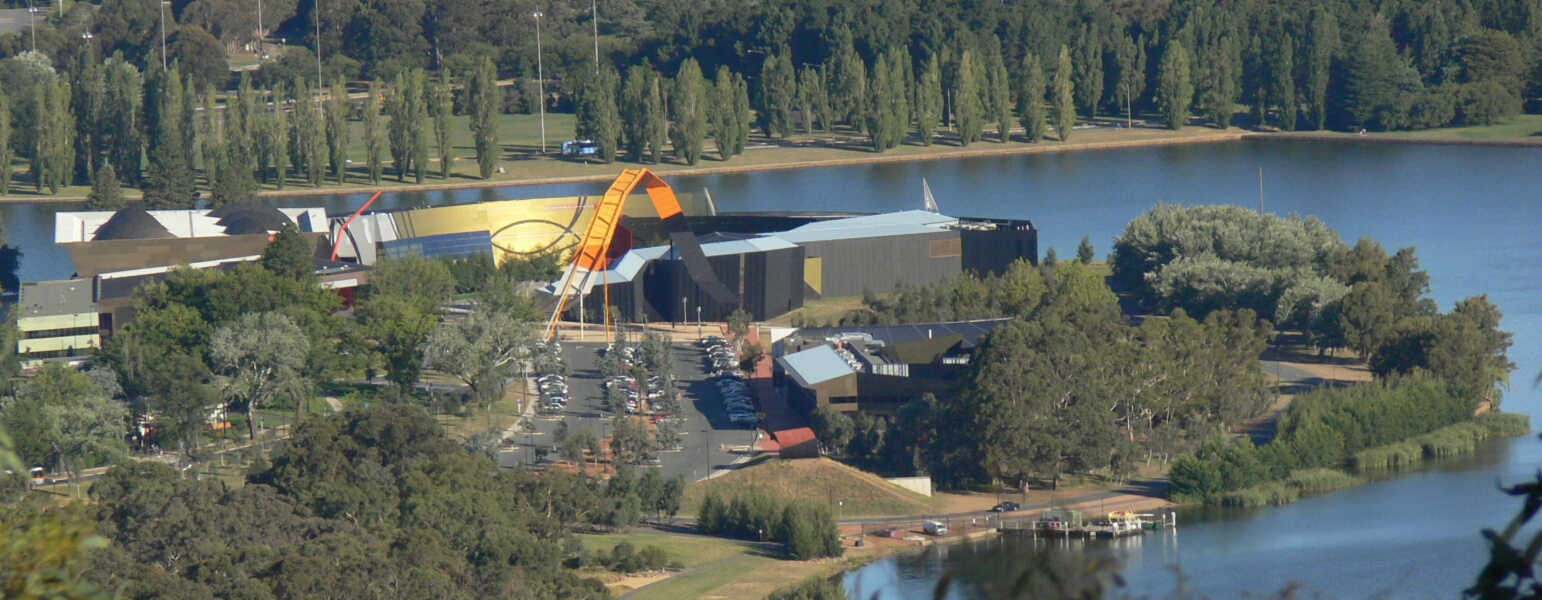
阿克顿半岛南端（2006年）

阿克顿半岛，位于伯利格里芬湖北岸，澳大利亚首都堪培拉市中心。
阿克顿半岛是人工建造的，建築工人首先在莫朗洛河築壩，然後在壩的周圍挖掘，形成現今島嶼的形狀。
島上曾建有皇家堪培拉医院，該醫院在1997年拆除， 2001年同址建立澳大利亞國立博物館。 
35°17′28″S 149°07′05″E / 35.291°S 149.118°E